# جراب سني
يتكون الجراب السني أو الكيس السني من خلايا متوسطية المنشأ ومن الألياف المحيطة بالمينا والحليمة السنية للأسنان النامية. وهو كيس ليفي وعائي يحتوي على السن النامي. يتمايز الجراب السني (DF) ليشكل الرباط اللثوي. قد يشكل الجراب السني خلايا لثوية أخرى، بما في ذلك بانيات العظم وخلايا الملاط والخلايا الليفية. تتطور هذه الخلايا لتشكل الناتئ السنخي، وألياف شاربي في الملاط، وألياف الرباط اللثوي على التوالي. على غرار الحليمة السنية، توفر الجريبات السنية التغذية لعضو المينا والحليمة السنية، وتحتوي على أوعية دموية غزيرة.

## دوره في بزوغ الأسنان[3]
يبدأ الدور التكويني لجراب السني حين اكتمال تطور تاج السن وقبل بزوغ الأسنان في تجويف الفم مباشرة. لم تفهم آليات بزوغ الأسنان بشكل كامل حتى يومنا هذا، إذ تؤثر العديد من العوامل مجتمعة على عملية بزوغ الأسنان ما يزيد من صعوبة التمييز بين الأسباب والتأثيرات. اقترحت العديد من النظريات لتفسير بزوغ الأسنان مثل إعادة تشكيل العظم السنخي، وتطاول الجذر، وتكون الرباط اللثوي الذي يعتبر السبب الأكثر قبولًا.

## إعادة تشكيل العظام
توجد علاقة بين إعادة تشكيل العظم الفكي وبزوغ الأسنان، يؤثر النمو الطبيعي لعظام الفك العلوي أو السفلي على الأسنان وتؤدي إلى تحريكها عن طريق الترسيب الانتقائي وإعادة امتصاص العظام في المناطق المجاورة للسن. تقدم سلسلة التجارب على الكلاب الدليل الأكثر مصداقية والذي يثبت أن إعادة تشكيل العظام تؤثر على حركة الأسنان.

## دوره في تطوير الخراجات والأورام سنية المنشأ
تشمل الأمراض الأكثر شيوعًا المرتبطة بالجراب السني الكيس السني، والورم القرني الكيسي السني، والورم الأرومي المينائي. قد تتشكل الأورام السرطانية على حساب الجراب السني، مثل السرطانات الأولية داخل العظام والأورام الأخرى بما في ذلك الساركوما.

### الكيس السني (جرابي)
يعتبر الكيس السني ثاني أكثر الكيسات السنية شيوعًا. يتطور الكيس في الجراب السني الطبيعي المحيط بسن غير بازغ. يمكن أن يتطور أيضًا من تحلل الشبكة النجمية في السن أو تجمع السوائل بين طبقات ظهارة المينا المختزلة.

### المظاهر السريرية
يتشكل الكيس السني في مناطق الأسنان غير البازغة. تشمل هذه المناطق من الأكثر تكرارًا إلى الأقل تكرارًا: الأضراس الثالثة السفلية، والأرحاء الثالثة العلوية والأنياب العلوية. قد يصل الكيس السني لأحجام كبيرة، أو يحل محل السن المرتبط به، وقد يتسبب في ارتشاف جذور الأسنان المجاورة.

### التشخيص
يتطلب تشخيص الكيس السني إجراء سلسلة من التقييمات السريرية والشعاعية. يشخص وجود الكيس السني عندما عندما تتجاوز المسافة بين الجراب والتاج 5 مم. قد يختلط التشخيص الشعاعي للكيسات السنية مع الأكياس القرنية، والأورام الأرومية المينائية. يجرى رشف لمحتوى الكيس لتمييز الآفات.

### المعالجة

#### التوخيف الجراحي
يشمل هذا الإجراء إزالة جزئية للسن المتأثر. يحافظ هذا الإجراء على السن ولا يعتبر من الإجراءات الجائرة بالمقارنة مع العلاجات الأخرى. ولكنه في المقابل يحتاج إلى رعاية كبيرة بعد العلاج ويتطلب وقتًا طويلًا للشفاء.

#### الاستئصال
يشمل الاستئصال إزالة كاملة للسن المتأثر. يشفى تجويف الكيس في نهاية المطاف، يكون نسيج الكيس الكامل متاحًا لإجراء الفحص النسيجي ما يعتبر من أهم ميزات هذه الطريقة. قد يشمل الكيس قمة السن المجاور، تؤثر الجراحة في مثل هذه الحالة على إمداد السن بالدم وقد تؤدي إلى فقدان الأسنان المجاورة.

### الأورام السنية
قد تتكون الأورام السنية من ظهارة سنية المنشأ أو نسيج ضام سني المنشأ أو كليهما. تنشأ الأورام السنية الظهارية على حساب الظهارة السنية. تنشأ الأورام السنية المكونة من نسيج ضام سني المنشأ من النسيج المتوسطي الظاهري للبرعم السني، إما من الحليمة السنية أو من الجراب السني. تحتوي الأورام السنية من أصل مختلط على كل من ظهارة أرومة الميناء وأنسجة أرومية سنية. يتكون الورم بعد تطوره بشكل أساسي من المينا وعاج الأسنان والملاط.